# 兵庫社会保険事務局
兵庫社会保険事務局（ひょうごしゃかいほけんじむきょく）は、兵庫県神戸市中央区にあった社会保険庁の地方支分部局で、兵庫県を管轄していた。

## 管内社会保険事務所等
- 兵庫社会保険事務局豊岡事務所（豊岡社会保険事務所）
- 尼崎社会保険事務所
- 西宮社会保険事務所
- 東灘社会保険事務所
- 三宮社会保険事務所(兵庫社会保険事務局三宮社会保険事務室)
- 兵庫社会保険事務所
- 須磨社会保険事務所
- 明石社会保険事務所
- 加古川社会保険事務所
- 姫路社会保険事務所
  - 以下は来訪相談専用センター
    - 須磨年金相談センター
    - 尼崎年金相談センター
    - 姫路年金相談センター